# Le Pout
Le Pout település Franciaországban, Gironde megyében. Lakosainak száma 617 fő (2022. január 1.). Le Pout Camarsac, Croignon, Cursan és Sadirac községekkel határos.

## Népesség
A település népességének változása:
| Lakosok száma | 128  | 302  | 371  | 345  | 578  | 589  | 603  | 622  | 621  | 617  |
|               | 1968 | 1982 | 1990 | 2006 | 2013 | 2015 | 2017 | 2019 | 2020 | 2022 |